# Michele Andreolo
Miguel Andreolo (Carmelo, 1912. szeptember 6. – Potenza, 1981. május 14.) uruguayi válogatott és világbajnok olasz labdarúgó, csatár, edző.

## Pályafutása

### Klubcsapatban
A Nacional csapatában kezdte a labdarúgást, ahol 1932-ben mutatkozott be az első csapatban. 1935-ben Olaszországba szerződött a Bologna együtteséhez, ahol négy bajnoki címet nyert a csapattal nyolc szezon alatt. 1943 és 1945 között a Lazio, 1945 és 1948 között a Napoli, 1948–49-ben a Catania, 1949–50-ben a Forli játékosa volt. Az aktív labdarúgást 1950-ben fejezte be.

### A válogatottban
1934–35-ben öt alkalommal szerepelt az uruguayi válogatottban. Tagja volt az 1935-ös perui Copa América-n győztes csapatnak. 1936 és 1942 között az olasz válogatott tagja volt. 26 mérkőzésen egy gólt szerzett és az 1938-as világbajnok csapatnak a tagja volt.

### Edzőként
1953–54-ben a Marsala, 1957–58-ban a Taranto vezetőedzője volt.

## Sikerei, díjai
Uruguay
- Copa América
  - aranyérmes: 1935, Peru

 Olaszország
- Világbajnokság
  - aranyérmes: 1938, Franciaország

 Bologna
- Olasz bajnokság (Serie A)
  - bajnok: 1935–36, 1936–37, 1938–39, 1940–41